# 教育学部
教育学部（きょういくがくぶ）とは、大学において、教育学の教育・研究を専門とする学部。あるいは、教員養成を目的とする学部のことである。本記事では前者を教育学専門学部、後者を教員養成学部と称する。
教員養成学部のものについて、名称からのイメージとは関係なく、学部生それぞれが教員として専門とする複数の教科・科目についての学問領域の専修・専攻・コースを設置する学際な学部である。

## 日本の教育学部

### 教育学専門学部
教育学とその関連領域に関する基礎的な教育研究が主たる役割であり、狭義の教育学の他、社会学・心理学などの分野を含む。
卒業生の進路は、教育学の研究者、一般企業での人事などの仕事、公務員の一般職である。
他の学部と同様、多くは教職課程があり、社会科・公民科等の教員免許が取得可能で、教職に就く卒業生もいる。

#### 国立大学
旧帝国大学を中心とする国立総合大学の文学部や法学部、および旧制の文理科大学からの分離独立、もしくは新制大学が発足する際の学部の新設によって成立したものが多い。戦前は東京大学に教育学講座があったのみであり、学部としての設立はいずれも戦後である。

#### 私立大学
教育学を専門とする学部を置く私立大学は#教育学部を置く私立大学のとおりいくつか存在する。

### 教員養成学部
小学校の教員・中学校の教員の養成が主な役割である（「歴史」も参照のこと）。したがって、教育学を含む諸学問を学校の教育へ応用することを主眼に教育研究がなされる。教育学を含む諸学問を教育研究する主たる目的が教員の養成にあることから、教員養成大学、教員養成学部などとも呼ばれる。
ただし戦後の教員養成制度の出発点では戦前の反省から、今日まで教員養成に特化した場は設けないことになっており、このため学内に理学部や文学部などが存在しない大学では学芸学部と称していた。これらが教育学部に改称するのは1966年であり、同時に一斉に講座制でなく学科目制を取ることとなった（90年代以降は教養部教員の取り込み等により講座制に戻したところもある）。
なお、学士が称号の扱いであった際は、ゼロ免課程（後述）以外の学生は、教育学部を卒業すると「教育学士」と称することができた。1991年（平成3年）の学士の学位への昇格にともない表記が変更となり、現在、教育学部を卒業して授与される学位としては「学士（教育学）」や新課程の「学士（教養）」「学士（学術）」が主な例となっている。

#### 国立大学
旧制の（高等師範学校以外の）師範学校の流れをくむもので、全国各都道府県に置かれる。

#### 公立大学
日本国内の公立大学で、教育養成学部を置く大学は長年なかったが、2011年（平成23年）に女子短期大学から四年制大学に転換した福山市立大学に教員養成学部が設置された。

#### 私立大学
私立の日本大学と早稲田大学等には、旧学制では高等師範部が併設されていた。第二次世界大戦降伏後、日本大学高等師範部は文学部を経て文理学部に、早稲田大学高等師範部は私立大学としては初めて教育学部に改組された。
他にも教員養成学部を置く私立大学は、文教大学・常葉大学・岐阜聖徳学園大学・明星大学・秀明大学などがある。
なお、東洋大学では、文学部の中に教育学科が置かれているが、他学科卒業生に対しては「学士（文学）」の学位が授与されているのに対して、教育学科の卒業生に対しては「学士（教育学）」の学位が授与されるなど、文学部の中に置かれていても教育学科についてはその特殊性に考慮している場合もある。また、國學院大學の人間開発学部初等教育学科のように教育学部の学部名でなくても、教育学の学士が取得できる学部も存在する。
私立大学でも教育学部としては設置していないが、教員養成を専門に行っている大学の学科は多数ある。近年は、東海大学児童教育学部などや上記の國學院大學人間開発学部初等教育学科のように幼稚園と小学校教員を中心に養成する学部・学科が増設されている。

## 日本の国立大学における教育学部の歴史

### 成立期
第二次世界大戦終了後の学校教育法（昭和22年法律第26号）などの施行に伴う学制改革により、就学前教育（幼稚園などにおける教育）・初等教育（小学校などにおける教育）・中等教育（中学校・高等学校などにおける教育）の教員養成は、アメリカ合衆国にならって大学が担うこととなった。このとき、既存の教員養成機関である日本全国の師範学校・青年師範学校も、改組により新制大学への転換を図った。この経緯は教員養成機関も参照のこと。
新制大学では、米国民間情報教育局（CIE）の意向により各学部での専門教育を行うための基礎としてリベラル・アーツ（学芸）としての一般教育科目をおくことになった。そのとき、旧制高等学校を母体とする文理学部などを置く大学では、旧制高等学校を母体とする学部が一般教育を、旧師範学校を母体とする学部が「教育学部」として教員養成を担った。旧制高等学校を母体とする学部を置かない大学では旧師範学校の守備範囲の広さも手伝って、一般教育、教員養成をともに目的とした学芸学部が設置された。こうして、「教師という鋳型にはめこむ機関」と後世批判された師範学校は学問領域のほぼ全分野をカバーする総合学部に生まれ変わった。なおこの経緯から新制国立大学の設置された1949年（昭和24年）当初、「学芸学部」を持つ国立大学と「教育学部」を持つ国立大学が並立した。なお、学芸学部においては、旧制高等学校を母体とする文理学部等が学内に存在しない替わりとして、学芸学部内に教職課程の履修を必須としないコースを設置しており、そのコースの入試競争倍率は高かった。
新制大学の成立期には、2級免許状が取得できる2年課程（前期課程）と1級免許状を取得できる4年課程（後期課程）が並存し、1950年代前半では両者の募集人数規模はほぼ同じであった。しかし2年課程は、入試競争倍率が低く多くの大学で定員割れが常態としていており、全国の義務教育教員の充足に伴い2年課程の就職率が悪化したこともあり、1955年から2年課程の縮小が始まり、1963年までに全廃され、4年課程が拡充された。

### 創成期
日本全国の学芸学部は、1966年（昭和41年）までにすべて教員免許状取得を必須とする教育学部に改組され、学芸学部内に存在した教職課程の履修を必須としないコースは全廃することになった。各地にあった学芸大学も東京学芸大学を残して教育大学の名称となった。こうした改称の背景には、1958年（昭和33年）の中央教育審議会答申以降の流れである、戦前のように教員養成は教員養成の場で行おうという動きがあったといわれ文部省が押し切った。改称とあわせて、講座制をとっているところを含めて一律に学科目制へ移行している。これ以降、教員養成系の教育学部はその学際性が外部からはみえなくなり、「教育（学）を学ぶところ」というイメージが強まってしまった。
教育大学では2年課程は消滅し、理科などを中心に高等学校教員養成を目的とする特別教員養成課程が小中学校教員養成課程とは別に置かれるようになった（奈良教育大学など、後に多くはいわゆるゼロ免課程へと転換された）。また、広島大学では学制改革の際に設置された教育学部が、1978年（昭和53年）に広島文理科大学・広島高等師範学校の流れである教育学部（教育学科、心理学科、教科教育学科［旧・高等学校教員養成課程］）と広島師範学校・広島青年師範学校の流れである学校教育学部（小学校教員養成課程・中学校教員養成課程・養護学校教員養成課程）に分立した。その後教養部と改編されて教養教育研究・総合教育研究を行う総合科学部と教員養成と教育学の教育研究を担う教育学部に改編された。
さらに、1978年（昭和53年）の兵庫教育大学の新設を皮切りに、現職教員の資質向上のための再教育機関としての役目も持った教育系大学の新設もされはじめ、上越教育大学と鳴門教育大学が開学した。これらの3大学は1971年（昭和46年）の中央教育審議会答申に基づき設置された。いわゆる「新構想教育大学」と呼ばれ、最初に大学院修士課程が創設されてから学部が発足している。学部教育では主に小学校の教員養成を使命としている。

### 教員養成課程の縮小
少子化等により1990年代の教員採用数に減少が見込まれたことから、1987年（昭和62年）の山梨大学と愛知教育大学を皮切りに、教員免許状の取得を任意としたゼロ免課程を導入する教育学部が増加した。教育学部の学際性を生かして、既存の縦割りの分野ではない環境や心理、生涯学習、福祉、地域などの分野の体系的教育が目指されている。ゼロ免課程の導入で教員養成大学・教員養成学部は、その目的である教員養成の特徴が目立たなくなり、程なく各地の教養部が廃止され学際性の似た教育学部が大学教員を引き取ったこともあり、教員養成大学・教員養成学部の存在意義が曖昧になってきている。そのため、教員養成系の教育学部の中には、規模を縮小してでも教員養成に集中するか、学部名を改称して教員養成課程もある複合学部として新たな道を模索するかの岐路に立たされているところがある。
教育学部が以前のそのままの姿で残っている大学はほぼなく、なんらかの形で改組を余儀なくされている。
学部名の改称を行った大学
- 1992年（平成4年） - 神戸大学発達科学部（教員養成課程はなくなった）
- 1996年（平成8年） - 佐賀大学文化教育学部（2016年より教育学部に再改組）
- 1998年（平成10年
  - 横浜国立大学教育人間科学部（2017年より教育学部に再改組）
  - 山梨大学教育人間科学部（2016年より教育学部に再改組）
  - 新潟大学教育人間科学部（2008年より教育学部に再改組）
  - 秋田大学教育文化学部
- 1999年（平成11年）
  - 宮崎大学教育文化学部（2016年より教育学部に再改組）
  - 福井大学教育地域科学部（2016年より教育学部に再改組）
  - 鳥取大学教育地域科学部（2004年地域学部へ改組）※教員養成は島根大学に集中させて、鳥取大学は撤退した。
  - 大分大学教育福祉科学部（2016年より教育学部に再改組）
- 2004年（平成16年）- 福島大学 人文社会学群 人間発達文化学類
- 2005年（平成17年）
  - 富山大学人間発達科学部
  - 山形大学地域教育文化学部

### 教員大量退職時代を迎えて
一時は教員採用数の激減によって、新課程を設置するなど存在意義があいまいになりつつあった国立大学教育学部だが、団塊の世代の教員が退職する時期となり、教員大量退職時代が来つつあるため、東京、埼玉、神奈川、千葉、大阪などでは特に小学校教員が大幅に不足する事態が予想されている。
これまで文部科学省で、教員養成課程の定員増は認められていなかったが、方針転換がされて教員分野の定員抑制が2005年（平成17年）3月に撤廃された。そのため、教育学部の学生定員を教員養成系に特化する動きも出てきており、埼玉大学、宮城教育大学、京都教育大学、岡山大学、長崎大学では非教員養成系（ゼロ免課程）を廃止、愛知教育大学、三重大学、滋賀大学、奈良教育大学でも大幅に教員養成課程に学生定員を移行している。2016年（平成28年）4月に学部の新設などにより、教育学部のゼロ免課程の募集を停止し、教員養成に特化するよう改組を申請している国立大学も少なくない。またもともと教育学部であったが、学部名を改称した国立大学の中にも同様の理由で、ゼロ免課程の募集を停止した上で教員養成に特化し、学部名を「教育学部」に戻すよう申請中の大学もある。
文部科学省より、教育学部ゼロ免課程の廃止あるいは他の学部・学科との再編を事実上指示する内容の通達が出された。これによりゼロ免課程の廃止や他学科との統合が進んでいる。
2016年（平成28年）ゼロ免課程の募集停止（教員養成に特化）を申請し認可された大学
- 教育学部 - 弘前大学[5]・岩手大学[6]・宇都宮大学[7]・千葉大学[8]・信州大学[9]・静岡大学[10]・三重大学[11]・和歌山大学[12]愛媛大学[13]・福岡教育大学[14]
- 他の教員養成系学部（名称を教育学部に戻す） - 山梨大学[15]・福井大学[16]・佐賀大学[17]・大分大学[18]・宮崎大学[19]

2015年（平成27年）4月入学生が卒業する2019年3月にゼロ免課程は廃止された。
2017年（平成29年）ゼロ免課程の募集停止（教員養成に特化）を申請し認可された大学
- 教育学部 - 茨城大学[20]・新潟大学・熊本大学・鹿児島大学・琉球大学
- 他の教員養成系学部（名称を教育学部に戻す） - 横浜国立大学

2016年（平成28年）4月入学生が卒業する2020年3月にゼロ免課程は廃止される。
2018年（平成30年）ゼロ免課程の募集停止（教員養成に特化）を申請し認可された大学
- 教育学部 - 香川大学

2017年（平成29年）4月入学生が卒業する2021年3月にゼロ免課程は廃止される。
一方、宇都宮大学と群馬大学は教員志望者の資質向上などを目的に、両大学の教育学部を2020年より「共同教育学部」としてカリキュラムの相互受講（在籍外の大学についてはオンライン）などを可能としている。

## 卒業後の進路
師範学校の流れを汲む教員養成学部においては、教育関係（主に小中学校教員、学校の事務職員など）、公務員、福祉関係が主な進路であった。1990年代以降は、ゼロ免課程の新設などにより、サービス業、製造関係、放送や新聞などのマスメディア関係など、教育とは直接関係のないような分野にも広がっている。また、大学院に進学する者、さらに文学部や理学部出身者と同様研究に従事するものも増えてきている。
教育学専門学部や、高等師範学校および高等師範部の流れを汲む教育学部、学科においては、従来より教職や大学院進学以外の進路も主流を占め、各分野に卒業生を送り込んできた。このような就職状況の背景には、「これらの学部が教員養成のみを目的とした学部ではないこと」あるいは、「中等教育教員の採用選考にあたり文学部、理学部といった学部の出身者と競合すること」などが理由として挙げられる。さらに今日においては、少子化による中等教育教員の採用減の影響により、今まで以上に多様な分野に進出する傾向にある。また近年、専門職大学院たる教職大学院も開設されていることから、教員志望者の進学先としても有力な選択肢となりつつある。

## 取得できる主な資格
卒業と同時に取得できる資格
- 児童指導員任用資格
教育学部卒業と同時に自動的に取得できる。ただし、児童指導員と称するためにはその職にある必要があり、有資格者は児童指導員任用資格があるに過ぎない。
- 児童の遊びを指導する者任用資格（旧：児童厚生員任用資格）
教育学部卒業と同時に自動的に取得できる。ただし、児童の遊びを指導する者と称するためにはその職にある必要があり、有資格者は児童の遊びを指導する者任用資格があるに過ぎない。
- 児童福祉司任用資格
教育学部卒業と同時に自動的に取得できる。ただし、児童福祉司と称するためにはその職にある必要があり、有資格者は児童福祉司任用資格があるに過ぎない。

課程による資格
- 教育職員免許状
教育学部にあっては概ね教職課程が設置されているが、所定の単位取得及び学士の学位の取得により、教育職員免許状を取得できる。
- 社会教育主事任用資格
都道府県や市町村教育委員会等で社会教育に関する職務に就く。社会教育主事任用資格の取得要件として定められている単位を取得し卒業と同時に取得できる。社会教育主事任用資格の課程を設置する大学において取得できる。社会教育主事と称するにはその職にある必要があり、有資格者は社会教育主事任用資格があるに過ぎない。
- 図書館司書
図書館サービスに従事する専門資格。図書館司書の養成課程を設置する大学に在籍するか、設置大学における講座を修了するなどして取得できる。詳細は当該項目参照。

特定の単位取得と卒業による資格
- 社会福祉主事任用資格
社会福祉主事は市町村の社会福祉部署または社会福祉事務所に置かれる職。所定の単位を取得することで資格が発生する。ただし、社会福祉主事と称するためにはその職にある必要があり、有資格者はその資格があるに過ぎない。また、教育学部の場合、公式な免状がない。大学によっては証明書を発行するところもある。

## 教員養成学部を置く国立大学
附属校 幼=幼稚園、小=小学校、中=中学校、義務=義務教育学校、高=高等学校、中等=中等教育学校、特=特別支援学校。（ ）内の数字は複数ある場合の校数。

### 教育学部の名称を持つ大学
| 都道府県 | 大学名                                              | 教員養成系の 課程・系列・コース                                                                                    | その他の課程・系列・コース | 附属校 ※特記のないものは学部附属                              | 学部名変遷                                        | 教職大学院                                    |
| -------- | --------------------------------------------------- | --- | --- | ------------------------------------------------------------- | ------------------------------------------------- | --------------------------------------------- |
| 北海道   | 北海道教育大学 札幌校 旭川校 函館校 釧路校 岩見沢校 | 教員養成課程（札・旭・釧）                                                                                         | 国際地域学科（函） 芸術・スポーツ文化学科（岩） ※以下の課程は2009年に廃止。 ※生涯教育課程（函・釧・岩） ※国際理解教育課程（札・函・釧） ※地域環境教育課程（札・旭・釧） ※情報社会教育課程（函） | 幼（2）・小（4）・中（4）・特 ※大学本体に附属                 | 学芸学部                                          | 教育学研究科 高度教職実践専攻                 |
| 青森県   | 弘前大学                                            | 学校教育教員養成課程 養護教諭養成課程                                                                              | 生涯教育課程（2016年募停） | 幼・小・中・特                                                | なし                                              | なし                                          |
| 岩手県   | 岩手大学                                            | 学校教員養成課程                                                                                                   | 生涯教育課程（2016年募停） 芸術文化課程（同上） | 幼・小・中・特                                                | 学芸学部                                          | 教職実践専攻                                  |
| 宮城県   | 宮城教育大学                                        | 初等教育教員養成課程 中等教育教員養成課程 特別支援教育教員養成課程                                                 | なし ※生涯教育総合課程（2007年廃） | 幼・小・中・特 ※大学本体に附属                                | なし                                              | 教育学研究科 高度教職実践専攻                 |
| 茨城県   | 茨城大学                                            | 学校教育教員養成課程 養護教諭養成課程                                                                              | 情報文化課程（2017年募停） 人間環境教育課程（2017年募停） | 幼・小・中・特                                                | なし                                              | なし                                          |
| 栃木県   | 宇都宮大学 （共同教育学部）                         | 人文社会系 自然科学系 芸術・生活・健康系 教育人間科学系                                                            | 総合人間形成課程（2016年募停） | 幼・小・中・特                                                | 学芸学部 教育学部                                 | なし                                          |
| 群馬県   | 群馬大学 （共同教育学部）                           | 人文社会系 自然科学系 芸術・生活・健康系 教育人間科学系                                                            | なし | 幼・小・中・特                                                | 学芸学部 教育学部                                 | 教育学研究科 教職リーダー専攻                 |
| 埼玉県   | 埼玉大学                                            | 学校教育教員養成課程 養護教諭養成課程                                                                              | なし ※生涯学習課程（2006年廃） ※人間発達科学課程（同） | 幼・小・中・特                                                | なし                                              | なし                                          |
| 千葉県   | 千葉大学                                            | 小学校教員養成課程 中学校教員養成課程 特別支援教育教員養成課程 幼稚園教員養成課程 養護教諭養成課程                 | スポーツ科学課程（2016年募停） 生涯教育課程（同上） | 幼・小・中・特                                                | 学芸学部                                          | なし                                          |
| 東京都   | 東京学芸大学                                        | 学校教育系 A類 初等教育教員養成課程 B類 中等教育教員養成課程 C類 特別支援教育教員養成課程 D類 養護教育教員養成課程 | 教育支援系 E類 教育支援課程 | 幼・小（4）・中（3）・高・中等・特 ※大学本体に附属            | 学芸学部                                          | 教育学研究科 教育実践創成専攻                 |
| 神奈川県 | 横浜国立大学                                        | 学校教育課程 | 人間文化課程（2017年募停） | 小（2）・中（2）・特                                          | 学芸学部 教育学部 教育人間科学部                  | 教育学研究科 高度教職実践専攻                 |
| 新潟県   | 新潟大学                                            | 学校教員養成課程                                                                                                   | 学習社会ネットワーク課程（2017年募停） 生活科学課程（同上） 健康スポーツ科学課程（同上） 芸術環境創造課程（同上）                                                                               | 幼・小（2）・中（2）・特                                      | 教育学部 教育人間科学部                           | なし                                          |
| 福井県   | 福井大学                                            | 学校教育課程 | 地域科学課程（2016年募停） | 幼・義務・特                                                  | 学芸学部 教育学部 教育地域科学部                  | 教育学研究科 教職開発専攻                     |
| 山梨県   | 山梨大学                                            | 学校教育課程 | 生涯学習課程（2016年募停） | 幼・小・中・特                                                | 学芸学部 教育学部 教育人間科学部                  | 教育学研究科 教育実践創成専攻                 |
| 長野県   | 信州大学                                            | 学校教育教員養成課程 特別支援学校教員養成課程 （2016年募停）                                                       | 生涯スポーツ課程（2016年募停） 教育カウンセリング課程（同上） | 幼・小（2）・中（2）・特                                      | なし                                              | なし                                          |
| 岐阜県   | 岐阜大学                                            | 学校教育教員養成課程 特別支援学校教員養成課程                                                                      | なし ※生涯学習課程（2014年廃） | 小・中                                                        | 学芸学部                                          | 教育学研究科 教職実践開発専攻                 |
| 静岡県   | 静岡大学                                            | 学校教育教員養成課程                                                                                               | 生涯教育課程（2016年募停） 総合科学教育課程（同上） 芸術文化課程（同上） | 幼・小（2）・中（3）・特                                      | なし                                              | 教育学研究科 教育実践高度化専攻               |
| 愛知県   | 愛知教育大学                                        | 初等教育教員養成課程 中等教育教員養成課程 特別支援学校教員養成課程 養護教諭養成課程                                | 現代学芸課程（2017年募停） 教育支援専門職養成課程（2017年新設） | 幼・小（2）・中（3）・高・特 ※大学本体に附属                  | 学芸学部                                          | 教育実践研究科 教職実践専攻                   |
| 三重県   | 三重大学                                            | 学校教育教員養成課程                                                                                               | ※情報教育課程（2017年廃） ※生涯教育課程（同） 人間発達科学課程（2016年募停） | 幼・小・中・特                                                | 学芸学部                                          | なし                                          |
| 滋賀県   | 滋賀大学                                            | 学校教育教員養成課程                                                                                               | ※情報教育課程（2015年廃） ※環境教育課程（2018年廃） | 幼・小・中・特                                                | 学芸学部                                          | なし                                          |
| 京都府   | 京都教育大学                                        | 学校教育教員養成課程                                                                                               | なし ※総合科学課程（2006年廃） | 幼・小・中・義務・高・特 ※大学本体に附属                      | 学芸学部                                          | 連合教職実践研究科 教職実践専攻 （8大学連合） |
| 大阪府   | 大阪教育大学                                        | 幼稚園教員養成課程 学校教育教員養成課程 特別支援教育教員養成課程 養護教諭養成課程                                  | 教育協働学科（2017年新設） 教養学科（2017年募停） | 幼・小（3）・中（3）・高（3）・特 ※大学本体に附属             | 学芸学部                                          | 連合教職実践研究科 教職実践専攻 （3大学連合） |
| 奈良県   | 奈良教育大学                                        | 学校教育教員養成課程                                                                                               | なし ※総合教育課程（2015年廃） | 幼・小・中 ※大学本体に附属                                    | 学芸学部                                          | 教育学研究科 教職開発専攻                     |
| 和歌山県 | 和歌山大学                                          | 学校教育教員養成課程                                                                                               | 総合教育課程（2016年募停） | 小・中・特                                                    | 学芸学部                                          | なし                                          |
| 島根県   | 島根大学                                            | 学校教育課程 | なし ※生涯学習課程（2004年廃） | 幼・小・中・特                                                | なし                                              | なし                                          |
| 岡山県   | 岡山大学                                            | 学校教育教員養成課程 養護教諭養成課程                                                                              | なし ※総合教育課程（2006年廃） | 幼・小・中・特                                                | なし                                              | 教育学研究科 教職実践専攻                     |
| 広島県   | 広島大学                                            | 第一類（学校教育系） 第二類（科学文化教育系） 第三類（言語文化教育系） 第四類（生涯活動教育系）                    | 第五類（人間形成基礎系） また、これ以外の類にも狭義の教員養成を目的 としていないコースが含まれる                                                                                                | 幼（2）・小（3）・中（4）・高（2） ※大学本体に附属            | 教育学部が教育学部と学校 教育学部に分離後、再統合 | 教職大学院 （教育開発専攻）                   |
| 山口県   | 山口大学                                            | 学校教育教員養成課程                                                                                               | 実践臨床教育課程（教育学系） ※情報科学教育課程（2018年廃） ※健康科学教育課程（同上） ※総合文化教育課程（同上）                                                                                  | 幼・小（2）・中（2）・特                                      | なし                                              | なし                                          |
| 香川県   | 香川大学                                            | 学校教育教員養成課程                                                                                               | 人間発達環境課程（2018年募停） | 幼・小（2）・中（2）・特                                      | 学芸学部                                          | なし                                          |
| 愛媛県   | 愛媛大学                                            | 学校教育教員養成課程 特別支援教育教員養成課程                                                                      | 総合人間形成課程（2016年募停） スポーツ健康科学課程（同上） 芸術文化課程（同上） | 幼・小・中・高・特 ※高等学校は大学本体 その他は教育学部に附属 | なし                                              | なし                                          |
| 高知県   | 高知大学                                            | 学校教育教員養成課程                                                                                               | ※生涯教育課程（2018年廃） | 幼・小・中・特                                                | なし                                              | なし                                          |
| 福岡県   | 福岡教育大学                                        | 初等教育教員養成課程 中等教育教員養成課程 特別支援教育教員養成課程                                                 | 共生社会教育課程（2016年募停） 環境情報教育課程（同上） 生涯スポーツ芸術課程（同上） | 幼・小（3）・中（3） ※大学本体に附属                          | 学芸学部                                          | 教育学研究科 教職実践専攻                     |
| 佐賀県   | 佐賀大学                                            | 学校教育課程 | 国際文化課程（2016年募停） 人間環境課程（同上） 美術・工芸課程（同上） | 幼・小・中・特                                                | 教育学部 文化教育学部                             | なし                                          |
| 長崎県   | 長崎大学                                            | 学校教育教員養成課程                                                                                               | なし ※情報文化教育課程（2008年廃） | 幼・小・中・特                                                | 学芸学部                                          | 教育学研究科 教職実践専攻                     |
| 熊本県   | 熊本大学                                            | 小学校教員養成課程 中学校教員養成課程 特別支援学校教員養成課程 養護教諭養成課程                                    | 地域共生社会課程（2017年募停） 生涯スポーツ福祉課程（同上） | 幼・小・中・特                                                | なし                                              | なし                                          |
| 大分県   | 大分大学                                            | 学校教育教員養成課程 （2016年入学生から） 学校教育課程 （2015年入学生まで）                                        | 情報社会文化課程（2016年募停） 人間福祉科学課程（同上） | 幼・小・中・特                                                | 学芸学部 教育学部 教育福祉科学部                  | 教職開発専攻 学校教育専攻                     |
| 宮崎県   | 宮崎大学                                            | 学校教育課程 | 人間社会課程（2016年募停） | 幼・小・中                                                    | 学芸学部 教育学部 教育文化学部                    | 教育学研究科 教職実践開発専攻                 |
| 鹿児島県 | 鹿児島大学                                          | 学校教育教員養成課程 特別支援教育教員養成課程                                                                      | 生涯教育総合課程（2017年募停） | 幼・小・中・特                                                | なし                                              | なし                                          |
| 沖縄県   | 琉球大学                                            | 学校教育教員養成課程                                                                                               | 生涯教育課程（2017年募停） | 小・中                                                        | なし                                              | 専門職学位課程 高度教職実践専攻               |

### 他の教員養成系学部名称を持つ大学
山梨大学・福井大学・佐賀大学・大分大学・宮崎大学の5大学は2016年（平成28年）4月入学生より、横浜国立大学は2017年（平成29年）4月入学生より、新学部の創設などのため、教員養成を目的としない課程（ゼロ免課程）の募集を停止し、学部名を「教育学部」に復称の上、教員養成に特化することとなった。
| 都道府県 | 大学名・学部名            | 教員養成系の 課程・系列・コース | その他の 課程・系列・コース                | 附属校 ※特記のないものは学部(類)附属 | 学部名の 変遷     | 教職大学院                                 |
| -------- | ------------------------- | ------------------------------- | ------------------------------------------ | ------------------------------------ | ----------------- | ------------------------------------------ |
| 秋田県   | 秋田大学 教育文化学部     | 学校教育課程                    | 地域科学課程 国際言語文化課程 人間環境課程 | 幼・小・中・特                       | 学芸学部 教育学部 | 教育学研究科 教職実践専攻 心理教育実践専攻 |
| 新潟県   | 上越教育大学 学校教育学部 | 学校教育専修 教科・領域専修     | なし                                       | 幼・小・中 ※大学本体に附属           | なし              | 学校教育研究科 教育実践高度化専攻          |
| 石川県   | 金沢大学 学校教育学類     | 教育基礎コース 教科教育学コース | なし                                       | 幼・小・中・高・特                   | 教育学部          | なし                                       |
| 兵庫県   | 兵庫教育大学 学校教育学部 | 学校教育専修 教科・領域専修     | なし                                       | 幼・小・中 ※大学本体に附属           | なし              | 学校教育研究科 教育実践高度化専攻          |
| 徳島県   | 鳴門教育大学 学校教育学部 | 学校教育教員養成課程            | なし                                       | 幼・小・中・特 ※大学本体に附属       | 徳島大学教育学部  | 学校教育研究科 高度学校教育実践専攻        |

## 過去において教員養成系学部を有した国立大学
| 都道府県 | 大学名・学部名            | その他の課程・系列・コース                          | 附属校 ※特記のないものは学部附属     | 学部名の変遷                     | 教職大学院                  |
| -------- | ------------------------- | --------------------------------------------------- | ------------------------------------ | -------------------------------- | --------------------------- |
| 山形県   | 山形大学 地域教育文化学部 | 地域教育文化学科                                    | 幼・小・中・特 ※大学本体に附属       | 教育学部                         | 教育実践研究科 教職実践専攻 |
| 福島県   | 福島大学 人間発達文化学類 | 人間発達専攻 文化探究専攻 スポーツ・芸術創造専攻    | 幼・小・中・特 ※大学本体に附属       | 学芸学部 教育学部                | なし                        |
| 富山県   | 富山大学 人間発達科学部   | 発達教育学科 人間環境システム学科                   | 幼・小・中・特                       | 教育学部                         | なし                        |
| 兵庫県   | 神戸大学 発達科学部       | 人間形成学科 人間行動学科 人間表現学科 人間環境学科 | 幼・小・中等・特 ※大学本体に附属     | 教育学部                         | なし                        |
| 鳥取県   | 鳥取大学 地域学部         | 人間形成コース 地域創造コース 国際地域文化コース    | 幼・小・中・特 ※大学本体に附属       | 学芸学部 教育学部 教育地域科学部 | なし（かつてはあり）        |
| 徳島県   | 徳島大学 総合科学部       |                                                     | 幼・小・中等・特 ※鳴門教育大学に移管 | 教育学部                         | なし                        |

## 教育学系の学部・群・コースを有する国立大学
| 都道府県 | 大学名・学部等名    | 学科・コース名           | 附属校 ※特記のないものは学部附属              | 備考 |
| -------- | ------------------- | ------------------------ | --------------------------------------------- | --- |
| 北海道   | 北海道大学 教育学部 | 教育学科                 | なし                                          | 教員養成大学として同一地域に北海道教育大学がある。                                                                         |
| 宮城県   | 東北大学 教育学部   | 教育科学科               | なし                                          | 1965年に教員養成系統を分離の上、宮城教育大学へ移管。                                                                       |
| 茨城県   | 筑波大学 人間学群   | 教育学類                 | 小、中（2）、高（3）、特（5） ※大学本体に附属 | 旧東京教育大学教育学部。 2007年第二学群人間学類教育学主専攻から改組。 教員養成大学として同一地域に茨城大学教育学部がある。 |
| 東京都   | 東京大学 教育学部   | 総合教育科学科           | 中等                                          | 教員養成大学として同一地域に東京学芸大学がある。                                                                           |
| 愛知県   | 名古屋大学 教育学部 | 人間発達科学科           | 中・高                                        | 教員養成大学として同一地域に愛知教育大学がある。                                                                           |
| 京都府   | 京都大学 教育学部   | 教育科学科               | なし                                          | 教員養成大学として同一地域に京都教育大学がある。                                                                           |
| 広島県   | 広島大学 教育学部   | 第五類（人間形成基礎系） | 別表参照                                      | 同一学部内に教員養成のための類（コース）が共存している。                                                                   |
| 福岡県   | 九州大学 教育学部   | 教育学系、教育心理学系   | なし                                          | 教員養成大学として同一地域に福岡教育大学がある。                                                                           |

大阪大学の人間科学部は、文学部の中の教育学関係講座を含むいくつかの専攻が母体となって設立されたが、教育学部であった時期がなく、教育学系に分類できないまれな例である。また、教員養成大学として同一地域に大阪教育大学がある。

## 教育学部を置く公立大学
- 福山市立大学

## 教育学部を置く私立大学
- 早稲田大学（1903年高等師範部開設）
- 文教大学（1969年開設）
- 岐阜聖徳学園大学（1972年開設）
- 創価大学（1976年開設）
- 常葉大学（1980年開設）
- 佛教大学（1989年開設）
- 川村学園女子大学（1991年開設）
- 広島文教大学（2000年文学部を人間科学部に改組、初等教育学科を設置）
- 玉川大学（2002年文学部教育学科から改組）
- 金城学院大学（2002年人間科学部現代子ども学科開設）
- 上智大学（2005年文学部教育学科を総合人間科学部教育学科に改組）
- 畿央大学（2006年開設）
- 関西国際大学（2007年人間学部人間行動学科及び英語コミュニケーション学科から教育学部教育福祉学科及び英語教育学科へ改組）
- 環太平洋大学（2007年次世代教育学部開設）
- 椙山女学園大学（2007年開設）
- 東京福祉大学（2007年開設）
- 白鷗大学（2007年発達科学部から改組）
- 山口学芸大学（2007年開設）
- 姫路大学（2008年開設）
- 皇學館大学（2008年文学部教育学科から教育学部教育学科へ改組）
- 四天王寺大学（2008年従来の教育学科から教育学部へ改組）
- 秀明大学（2008年学校教師学部開設）
- 神戸松蔭女子学院大学（2008年人間科学部に子ども発達学科を設置）
- 青山学院大学（2009年教育人間科学部開設）
- 鎌倉女子大学（2009年開設）
- 関西学院大学（2009年開設、聖和大学を吸収合併）
- 明星大学（2010年人文学部心理・教育学科教育学専修から教育学部教育学科へ改組）
- 共栄大学（2011年開設）
- 就実大学（2011年人文科学部初等教育学科から教育学部へ改組）
- 武蔵野大学（2011年人間関係学部児童学科から教育学部児童教育学科へ改組）
- 中村学園大学（2011年人間発達学部人間発達学科を教育学部児童幼児教育学科に改組）
- 高崎健康福祉大学（2012年人間発達学部開設）
- 帝京大学（2012年文学部教育学科から教育学部へ改組）
- 東海学園大学（2012年人文学部発達教育学科を教育学部へ改組）
- 大阪大谷大学（2012年教育福祉学部教育福祉学科を教育学部教育学科に改称）
- 神戸常盤大学（2012年開設）
- 安田女子大学（2012年開設）
- 淑徳大学（2013年国際コミュニケーション学部人間環境学科から改組）
- 愛知東邦大学（2014年開設）
- 大和大学（2014年開設）
- 大阪信愛学院大学（2022年開設）
- 大阪成蹊大学（2014年開設）
- 宮崎国際大学（2014年開設）
- 桃山学院大学（2014年開設のプール学院大学教育学部を継承し2018年設置した旧桃山学院教育大学を2025年に統合し人間教育学部を開設）
- 関東学院大学（2015年人間環境学部人間発達学科を教育学部に改組）
- 東北福祉大学（2015年子ども科学部子ども教育学科[注 14]および総合福祉学部社会教育学科[注 15]より改組）
- 中部学院大学（2015年子ども学部子ども学科を教育学部子ども教育学科に改称）
- 大阪体育大学（2015年開設）
- 宮城学院女子大学（2016年開設）
- 関西福祉科学大学（2016年開設）
- 岡山理科大学（2016年開設）
- 開智国際大学（2017年開設）
- 松本大学（2017年開設）
- 大谷大学（2018年文学部教育・心理学科から教育学部教育学科へ改組）
- 東北学院大学（2018年文学部教育学科開設）
- 関西福祉大学（2018年発達教育学部を教育学部に改称）
- 尚絅学院大学（2019年総合人間科学部人間心理学科及び子ども学科等より心理・教育学群を改編）
- 和歌山信愛大学（2019年開設）
- 武庫川女子大学（2019年文学部教育学科を教育学部教育学科に改組）
- 敬愛大学 (2021年国際学部こども教育学科を教育学部こども教育学科に改組)
- 名古屋芸術大学（2022年人間発達学部子ども発達学科を教育学部子ども学科に改組）
- 聖徳大学（2022年開設）
- 千里金蘭大学（2023年開設）
- 愛知淑徳大学（2025年開設）
- 神戸女子大学（2025年開設）
- 就実大学（2025年開設）

※文学部教育学科などのように、教育学部と同等の機能を持つ学科も存在する。